# Новослобідка
Новослобі́дка — село в Україні, у Запорізькому районі Запорізької області. Входить до складу Долинської сільської громади. Населення становить 548 осіб.

## Географія
Село Новослобідка розташоване за 3 км від правого берега русла річки Дніпро — Старий Дніпро, примикає до міста Запоріжжя. Поруч проходять автомобільна дорога Н23 і залізниця, станція Дніпробуд II. До села примикають великі масиви дачних ділянок.

## Історія
Засновано у 1824 році німцями-меннонітами.
За царської влади село називалося також Розенгарт і було німецькою колонією у складі Хортицької волості. На 1886 рік тут було 256 мешканця, 47 двори, школа, 2 колісних заводи. Сама назва говорила про те, що мешканці хотіли зробити з нього квітучий сад (з німецької rozengarten — сад троянд).
Село розмістилося вздовж річки Середня Хортиця.
В лютому 2015 року в Новослобідці невідомі завалили пам'ятник Леніну.
До 2016 року було у складі Долинської сільської ради.

## Об'єкти соціальної сфери
- Будинок культури.

## Екологія
- Село примикає до заводів:
  - Запорізький завод кольорових сплавів
  - Завод залізобетонних конструкцій ЗДСК
  - Запорізький машинобудівний завод ім. Омельченко

## Відомі люди
Тут з листопада 1944 року по червень 1946 року мешкав і відвідував школу Струцюк Йосип Георгійович — в майбутньому відомий український письменник, лауреат багатьох літературних як всеукраїнських, так і міжнародних премій, заслужений діяч мистецтв України.